# Luis Costa
Luis Costa Juan (Alicante, España, 19 de febrero de 1943) es un exjugador y exentrenador de fútbol español. Se desempeñó como delantero en diferentes equipos de la Primera División de España. Como entrenador su mayor reconocimiento lo logró con el Real Zaragoza, club con el que se proclamó vencedor en dos ocasiones de la Copa del Rey.

## Trayectoria

### Como jugador
Luis Costa nació en la céntrica calle alicantina de César Elguezábal. Sus inicios en el fútbol fueron en el colegio Salesianos de Alicante. Costa siguió formándose como jugador en torneos históricos alicantinos como la Copa San Pedro con la Asociación Cultural Deportiva Villafranqueza, o el Trofeo Chacón con el Español de San Vicente, con el que se alzó campeón en 1958. Jugó en el Hércules juvenil al que llegó de la mano del entrenador Ramonzuelo. Sin llegar a debutar en el primer equipo herculano, fichó por el Real Madrid que en la operación cedió al Hércules al entonces jugador Luis Aragonés. Ya en el Madrid fue cedido al Elche, Córdoba y Hércules. No llegó a debutar con el Real Madrid, y fichó posteriormente por el Mallorca, Real Zaragoza y Gerona.

### Como entrenador
Desarrolló su etapa como entrenador en multitud de equipos españoles. Cabe destacar, su vinculación como hombre de club del Real Zaragoza, con el que ganó dos Copas del Rey en 1986 y 2001. Actualmente retirado, vive en Zaragoza con su mujer. Tiene ocho nietos.

## Clubes

### Como jugador
| Club              | País   | Año       |
| ----------------- | ------ | --------- |
| Elche C. F.       | España | 1962-1964 |
| Córdoba C. F.     | España | 1964-1965 |
| Hércules C. F.    | España | 1965-1966 |
| Córdoba C.F.      | España | 1966-1969 |
| R. C. D. Mallorca | España | 1969-1970 |
| Real Zaragoza     | España | 1970-1973 |
| Gerona F. C.      | España | 1973-1974 |

### Como entrenador
| Club              | País   | Año       |
| ----------------- | ------ | --------- |
| R. C. D. Mallorca | España | 1976-1977 |
| S. D. Huesca      | España | 1977-1978 |
| Deportivo Aragón  | España | 1978-1981 |
| Real Zaragoza     | España | 1981      |
| Girona F. C.      | España | 1981-1982 |
| S. D. Huesca      | España | 1982      |
| Palencia C. F.    | España | 1982-1983 |
| Real Oviedo       | España | 1983-1984 |
| Deportivo Aragón  | España | 1984-1985 |
| Real Zaragoza     | España | 1985-1987 |
| C. D. Málaga      | España | 1988-1989 |
| Elche C. F.       | España | 1989      |
| Levante U. D.     | España | 1992      |
| Deportivo Alavés  | España | 1992-1993 |
| Córdoba C. F.     | España | 1993      |
| Real Zaragoza "B" | España | 1994-1997 |
| Real Zaragoza     | España | 1997-1998 |
| Real Zaragoza     | España | 2000-2001 |
| Real Zaragoza     | España | 2002      |

## Palmarés

### Como entrenador

#### Campeonatos nacionales
| Título       | Club          | País   | Año     |
| ------------ | ------------- | ------ | ------- |
| Copa del Rey | Real Zaragoza | España | 1985-86 |
| Copa del Rey | Real Zaragoza | España | 2000-01 |